# 数字视频
数字视频是指以數碼信息记录的视频资料。英文对应的词组是Digital video。但是英文Digital video也倾向于指采集数字视频的设备或者系统。和数字视频相对应的是使用類比訊號的模拟视频，例如類比電視。数字视频通常通过光盘或DVD来发布。一些新型的摄像机可以直接将采集的视频内容记录在DVD上或者硬盘上。采用Digital8的摄像机将数字视频录制在模拟录像带上。 

## 介绍
视频摄像机通常有两种不同的视频采集格式：隔行扫描方式和逐行扫描方式。隔行扫描的摄像机扫描一幅图像的时候，每隔一行扫描一行：奇数行的图像被同时扫描，然后在某个时间间隔后扫描偶数行的图像，然后是奇数行，然后是偶数行...只含有奇数行的图像和只含有偶数行的图像被称为场，相邻的一奇一偶两场构成一帧。类似的，对于逐行扫描的图像，每幅图像上所有的扫描线在一起也叫做一帧。如果隔行扫描图像要和逐行扫描图像保持同样的帧率，采集的时候隔行扫描每秒采集的次数需要是逐行扫描的两倍。如果观察隔行扫描视频的静止图像的话，很有容易发现一些由于两场不同时采集造成的错行失真，这时候就要用到去隔行（或者去交织,deinterlacing）的办法来解决这种失真。通常，如果是摄制相同帧率相同大小图像的话，逐行扫描的摄像机要比隔行扫描的摄像机贵得多。
标准的电影胶片通常是帧率为每秒24帧的16毫米胶片和35毫米胶片。在美国使用NTSC制式，数字视频摄像机的帧率是每秒29.97（更准确的数字是30/1.001）帧；在欧洲使用PAL制式，数字视频摄像机的帧率是每秒25帧。由于大部分摄像机采用的是隔行扫描的方式，所以这里所说的每秒多少帧并不是准确的说法。比每秒29.97帧更好的说法是每秒60（59.94）场，所以每两场之间的时间间隔大概是1/60秒。
如果数字视频一直保持在同样的格式下（不经过再压缩--有些时候为了视频编辑、发布经常会这么做，也包括一些使用无损压缩的视频编解码器的状况），数字视频会是一种无损的格式。这是相对于模拟视频而言的--对模拟视频的复制，传输甚至播放都会导致质量损失；而数字视频，即使你复制10000次，它的质量也和原本一模一样。所以越来越多的模拟视频被转化为数字视频来存储。但是在进行这种转换的时候，由于某些视频采集卡的速度或者计算机的速度不够快，有可能造成采集时候的丢帧状况。这时候通常视频在主观质量上看不出什么区别，但是伴随的音频有时候会出现咔咔声，以致被用户注意到，尤其是对音乐进行处理的时候。所以在进行这种转换的时候，一定要选用足够快的设备。
数字视频的编辑通常是通过非线性编辑（NLE for non-linear editing）系统进行的。这种系统是专为视频和音频的编辑而设计的，通常它可以倒入模拟或者数字视频/音频源，但是除了编辑之外通常它不能做任何事情。几乎你看到的所有的电视节目、某些电影、广告都是用非线性编辑系统制作的。
比起35毫米胶片，数字视频的成本要低得多，尤其是在编辑的时候。比如你想从35mm胶片中剪出一段场景的话，需要摄影师和导演十分认真地进行--因为一旦出错这段场景也许就报废了。可重用性是数字视频的一大优点。数字视频的低成本也使得个人影片的拍摄成为可能。例如，当使用35mm胶片来拍一段影片通常需要上万美元，如果使用数字视频的话，也许只要上百美元，即使视频中没有任何可重用的部分。使用数字视频工作也比使用胶片要快的多，因为数字视频在拍摄之后可以立刻观看而不需要冲洗的过程。因为这些原因，越来越多的影片开始采用数字影片进行拍摄和处理，如星球大战。
数字视频不仅仅用于电影制作。2000年以来，在大多数发达国家，数字电视，包括高清晰度电视逐渐普及起来。在窄带应用方面，应用于移动电话的视频通信，和商用的视频电话、视频会议都有了成熟的产品。在因特网上的流式视频和点对点视频传输也都是新近的热点。
有很多不同的数字视频编码方法和文件容器格式，支持不同大小、质量、分辨率、色度精度和编码功能的图像编码。请参见Category:视频编解码器。
到2005年为止，最高分辨率的数字视频演示是33兆像素分辨率，即7680 x 4320，帧率为每秒60帧--被称为UHDV，尽管仅仅是在特殊的实验室环境下进行的，参见 （页面存档备份，存于） 。在1024 x 1024分辨率下的最高的帧率达到了每秒1百万帧（当然是在很短的时间内），这是在工业用高速摄像机达到的。

## 存储格式

### 编码方式
- CCIR 601在电视广播中广泛使用
- MPEG-4是用于在线发布的视频资料
- MPEG-2使用在DVD和SVCD中
- MPEG-1使用在VCD中
- H.261使用在视频电话和视频会议中
- H.263使用在视频电话和视频会议中
- H.264也就是MPEG-4第十部分，或者AVC。具有非常广泛的应用范围。

### 磁带
- Betacam SX, Betacam IMX, Digital Betacam
- D1, D2, D3, D5, D9 (Digital-S)
- DV, MiniDV - 使用在现在大多数消费类摄像机中
- DVCAM, DVCPRO - 使用在专业广播设备中
- Digital8 - 早年手提模擬式攝錄機用的V8帶的進化型，優點是機種可以使用V8和其中間改良型的Hi-8帶。
- VHS-C -  傳統錄影模擬電視廣播的VHS錄影機和帶的縮小型，所以可以只要加上放大的專用框盒，便可以在VHS錄影機上播放。